# 3377 Lodewijk
A 3377 Lodewijk (ideiglenes jelöléssel 4122 P-L) a Naprendszer kisbolygóövében található aszteroida. Cornelis Johannes van Houten,  Ingrid van Houten-Groeneveld és Tom Gehrels fedezte fel 1960. szeptember 24-én.